# Katoch
Katoch és un clan kxatriya rajput del llinatge Chandravanshi (dinastia lunar), antigament anomenat Trigart Raje. Les seves àrees tradicionals de residència eren el regne de Trigarta, Jalandhar i Multan.
La recerca recent suggereix que la dinastia Katoch podria ser la dinastia reial més vella del món. La primera menció es troba a l'èpica hindú (Ramayana i Mahabharata), després en l'època d'Alexandre el Gran durant l'època del qual un territori prop de Kangra podria haver estat governat per un rei Katoch. Al Mahabharata són esmentats com els Trigarta que van lluitar contra Arjuna sota el lideratge de Susarma Chandra, que estava aliat a Duryodhana i era un enemic jurat dels regnes de Virata i de Matsya
En segles passats, van governar diversos estats de la regió. L'originador del clan fou Rajanaka Bhumi Chand. Els seus governants inclouen Sansar Chand II i Rajanaka Bhumi Chand. Aquest darrer fou el fundador del temple de Jwalamukhi a Himachal Pradesh.
El clan Katoch està dividit en quatre branques o subclans: Jaswal, Guleria, Sibaia i Dadwal.